# Ролленхаген, Георг
Георг Ролленхаген (нем. Georg Rollenhagen, 22 апреля 1542 — 20 мая 1609) — немецкий поэт, педагог. Отец Габриэля Ролленхагена.
Ролленхаген был проповедником и ректором школы в Магдебурге. Ещё студентом задумал перевести на немецкий язык «Войну мышей и лягушек», но впоследствии не удовольствовался переводом; животный эпос в его поэме «Froschmeuseler» является лишь оболочкой чисто дидактического, главным образом политического, произведения. Это «целый учебник политики и истории реформации, в последней Лютер выведен в виде лягушки Эльбмаркса» (Шерер). Объединив в стихотворной форме рассказы о зверях, бродившие в народном предании, Ролленхаген постоянно заключая один рассказ в другой и проявил в обработке сюжетов больший поэтический талант, чем его современник Фишарт. «Froschmeuseler» появился в 1595 году под псевдонимом Markus Hüpffinsholtz. Он написал также «Abrahams Leben und Glauben» (Магдебург, 1596).